# 미쓰비시 데보네어
미쓰비시 데보네어(Mitsubishi Debonair)는 일본의 미쓰비시자동차공업이 제작한 고급 세단이다. 토요타 크라운 등과 경쟁 차종이나, 판매 대수가 적어 매출이 좋지 않았고, 미쓰비시 그룹의 중역 전용차라는 이미지가 생기기까지 했다. 2세대와 3세대는 현대자동차와 공동으로 개발하였으며, 대한민국에서는 그랜저라는 차명으로 판매되었다.

### 1세대 (1964~1986)

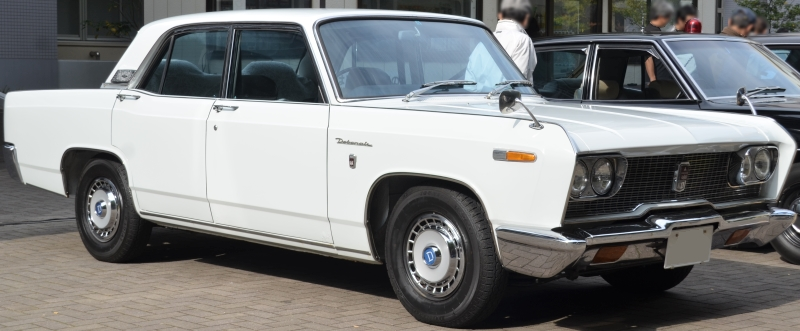
미쓰비시 데보네어 정측면

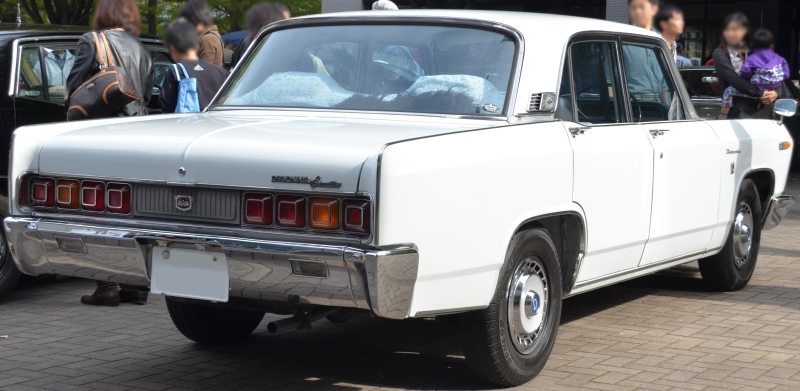
미쓰비시 데보네어 후측면

1960년대 초에 미쓰비시자동차공업은 후륜구동 방식의 2,000cc급 승용차 생산을 하기로 했다. 당초에 이탈리아의 피아트의 승용차를 라이센스 생산하는 것도 검토되었으나, 결국 이는 무산되었다. 이로 인해서 미쓰비시자동차공업은 자사가 독자 개발하는 것으로 방침을 바꾸었다. 전장과 전폭 모두 당시의 도로 운송 차량법 시행 규칙에서 소형차 규격에 맞는 차체 크기로 설계되었다. 미쓰비시 그룹 내에서 중역 전용차로 이용되었으나, 이후에는 디자인이나 기본 설계가 낡았음에도 변경이 없었기 때문에 판매량이 떨어졌다. 하지만 이것은 반대로 독특한 희소성을 낳기도 했다. 1964년 출시 이래에 1986년까지 22년 동안이나 디자인이나 기본 설계 등의 변경 없이 장기간 계속 생산되어 살아있는 화석을 의미하는 달리는 실러캔스라는 별명이 붙기도 했다. 1986년에 2세대가 등장하여 단종되었다.

### 2세대 (1986~1992)

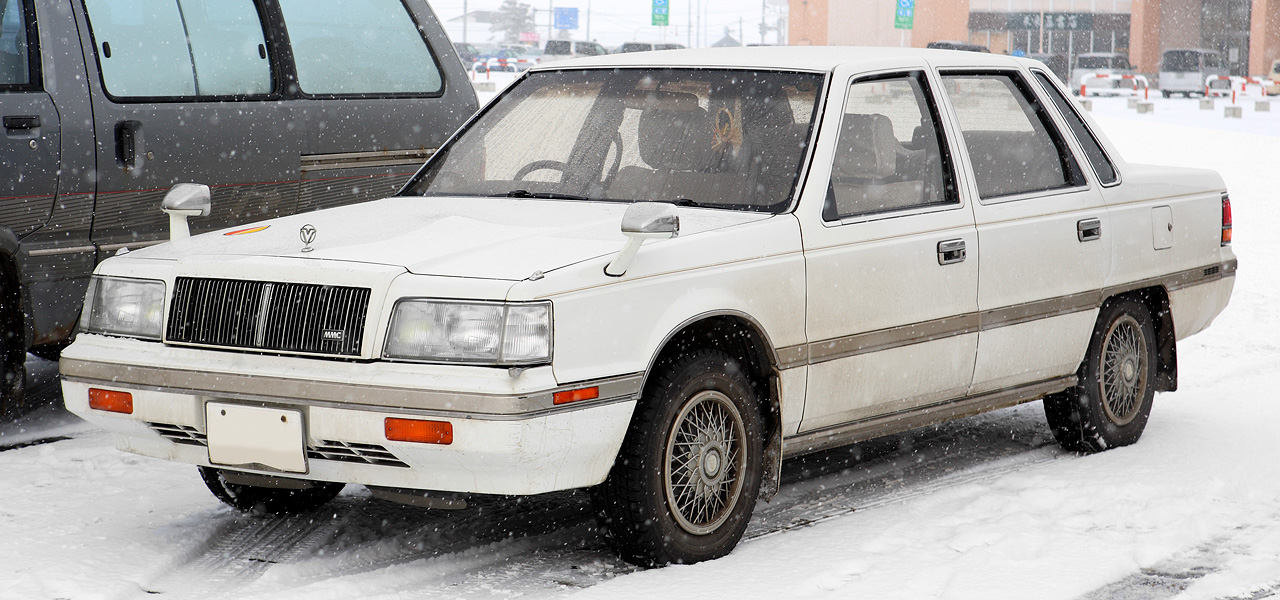
미쓰비시 데보네어(전기형) 정측면

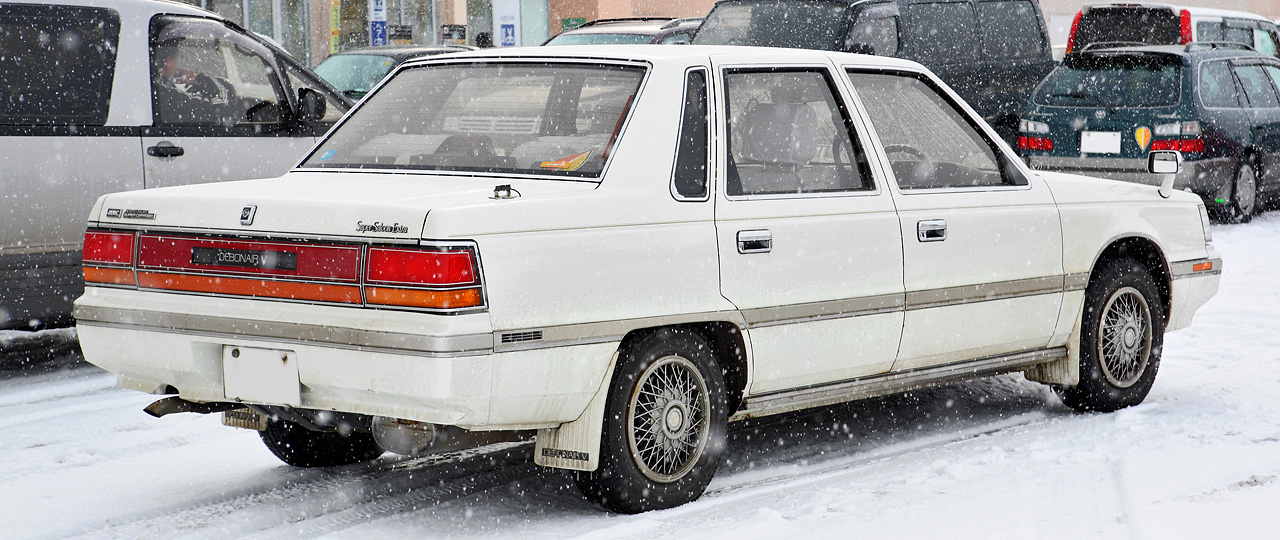
미쓰비시 데보네어(전기형) 후측면

현대자동차가 서울 올림픽을 앞둔 시점에서 방한하는 VIP 의전용과 앞으로의 고급차 수요 증가 등을 예측했으나, 고급차 제작 경험이 없어서 미쓰비시자동차공업에게 공동 개발을 의뢰했고, 각자 비용을 줄일 수 있는 이점이 있어 공동 개발을 통해 대한민국에서는 그랜저로 판매되었으며, 일본에서의 차명은 데보네어 V로 정해졌다. 당시 미쓰비시자동차공업에는 고급차에 적당한 6기통 엔진이 없었고, 적은 판매량의 데보네어에 장착할 엔진을 개발하는 것도 곤란했다. 그러나 당시 기술 제휴 관계에 있던 크라이슬러의 V6 3,000cc 엔진을 공급받을 수 있었고, 이 엔진은 그랜저에도 장착되었다. 대한민국의 그랜저는 큰 성공을 거두었으나, 일본의 데보네어는 경쟁 차종이었던 토요타 크라운 등에 밀려 실패를 맛보았다. 그러나 2,000cc 기본형 가격이 200만 엔을 밑도는 가격으로 판매된 점, 전륜구동 방식이라 실내 공간이 넓었던 점, 6인승 트림도 준비되었던 점으로 하여금 전세 자동차나 개인 택시 등 업무용으로는 비교적 적지 않게 판매되었고, 스트레치 리무진도 극히 소량 생산되었다.

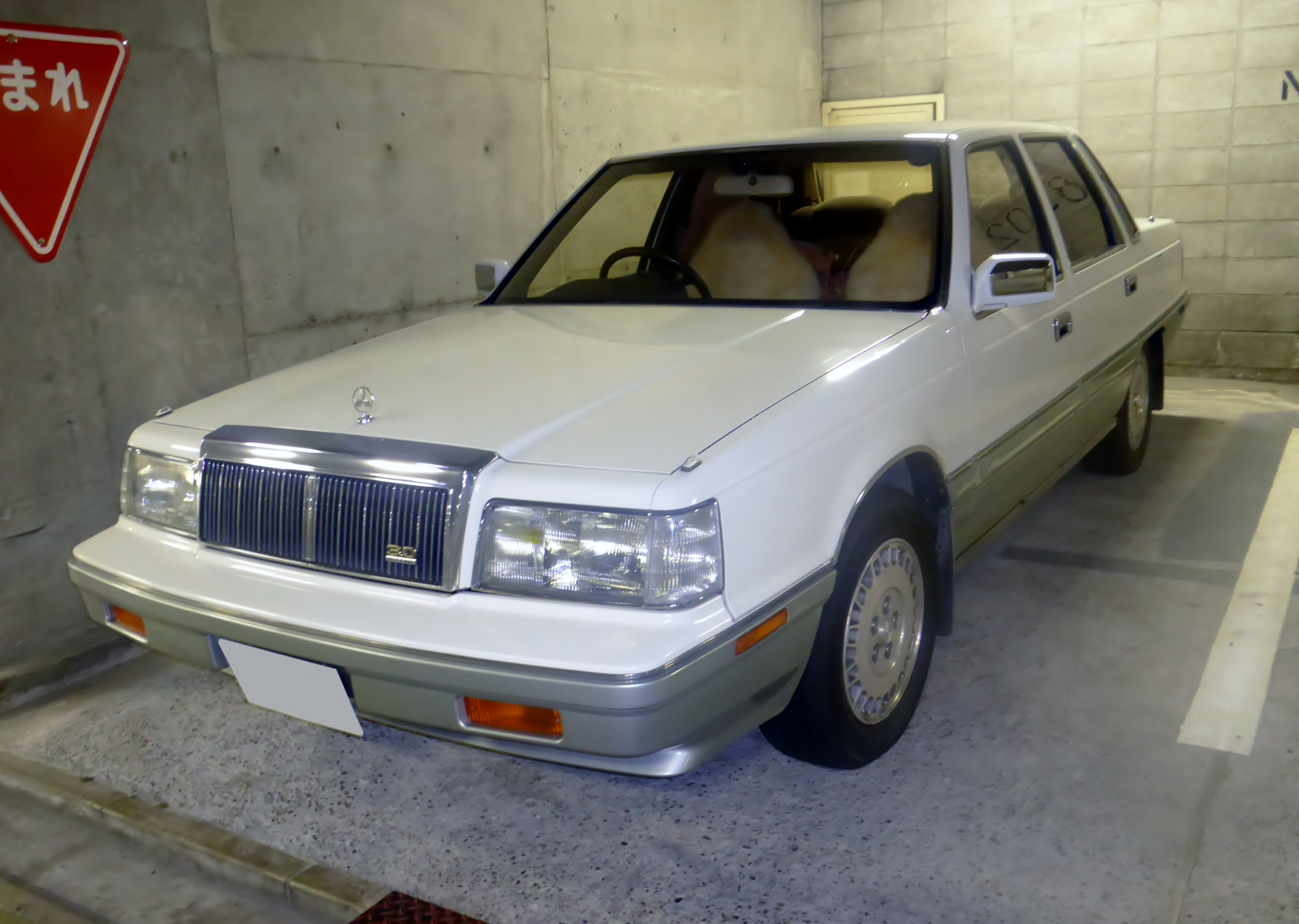
미쓰비시 데보네어(후기형) 정측면
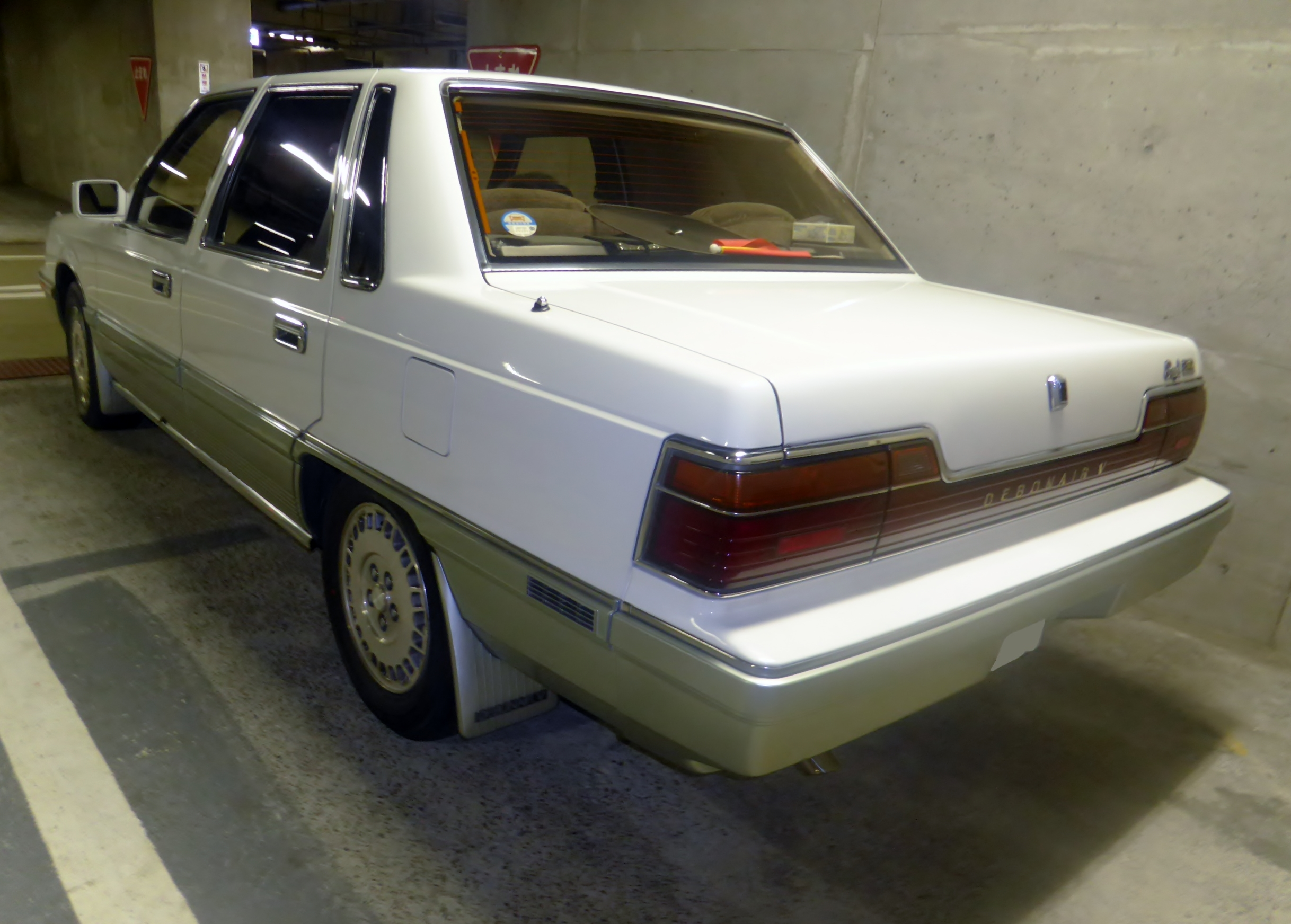
미쓰비시 데보네어(후기형) 후측면

### 3세대 (1992~1999)

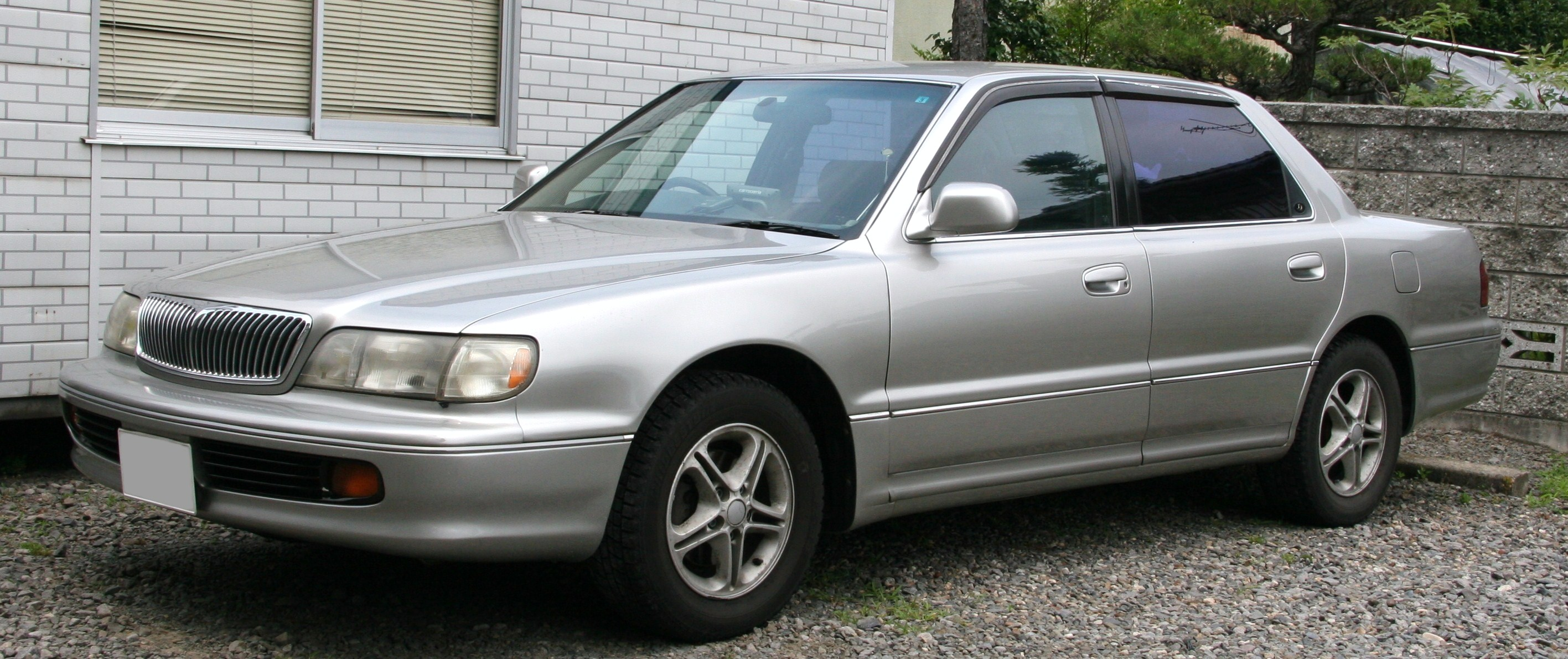
미쓰비시 데보네어 정측면

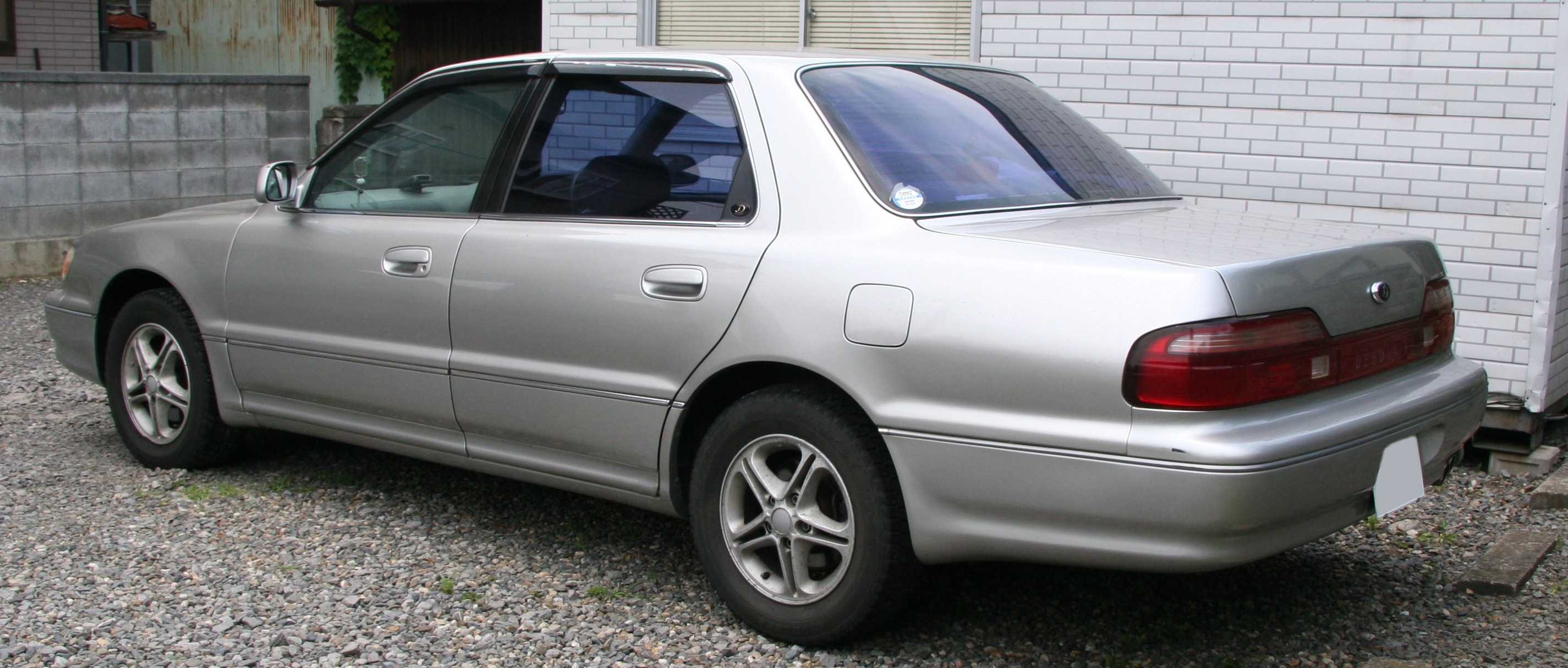
미쓰비시 데보네어 후측면

2세대처럼 현대자동차와의 공동 개발을 통해서 대한민국에서는 뉴 그랜저로 판매되었다. 전장이 5,000mm에 육박했고, 전폭이 1,800mm를 넘는 큰 차체 크기를 지녔다. 이 세대도 대한민국의 뉴 그랜저는 또 성공을 거두었으나, 일본의 데보네어는 여전히 실패하여 3세대가 마지막이 되었다. 뉴 그랜저와 달리, V6 3,000cc 엔진과 V6 3,500cc 엔진만 있었다. 대한민국에서는 뉴 그랜저의 고급형 차종인 다이너스티가 1996년에 출시되었고, 1998년에 그랜저 XG로 다운 그레이드를 감행한 풀 모델 체인지를 했다. 일본에서는 1999년에 현대자동차와의 공동 개발을 통해 대한민국에서 에쿠스로 판매된 프라우디아의 출시에 따라 단종되었다.